# Stadtbrand von Eibenstock 1856

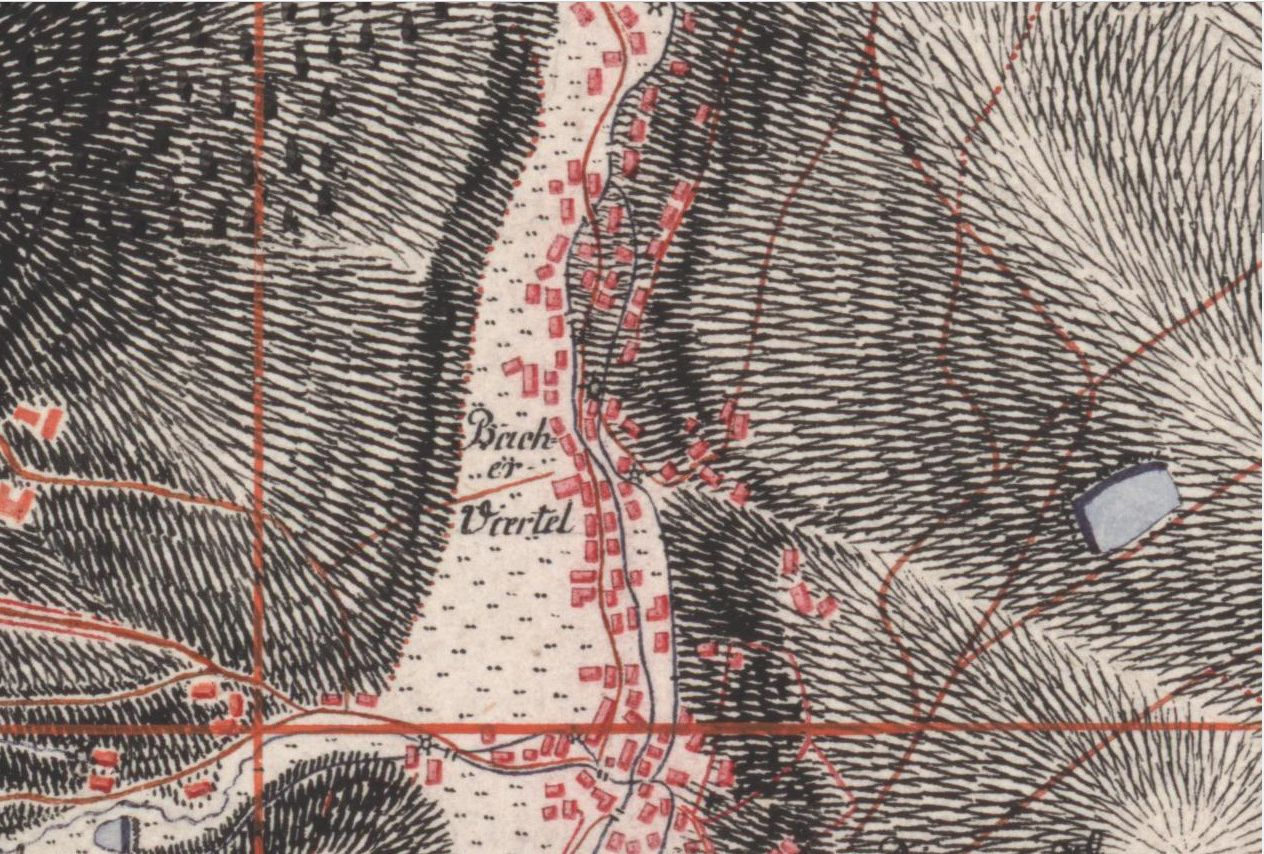
Das abgebrannte Bacherviertel im Meilenblatt von 1791

Der Stadtbrand von Eibenstock 1856, auch der Bacher Brand genannt, war einer von drei großen Bränden in den Jahren 1856, 1862 und 1892, denen ganze Stadtteile der Bergstadt Eibenstock im sächsischen Erzgebirge zum Opfer fielen. Beim Brand im Jahr 1856 waren das Bacher- und das Rehmerviertel betroffen, und es wurden 115 bis 122 der 455 Häuser von Eibenstock zerstört. Rund 2000 Einwohner wurden durch diesen Brand am 19. März 1856 bei winterlichen Verhältnissen obdachlos. Eibenstock gründete nach diesem Brand eine Feuerwehr.

## Verlauf
Gegen Mittag wurde durch die Lärmtrommel Alarm ausgelöst. In dem im Tal liegenden Stadtteil, in der sogenannten Vorderen Rehme, war ein Feuer in einem Schuppen ausgebrochen. Die Flammen griffen schnell auf das Wohnhaus über und breiteten sich mit großer Schnelligkeit auf die Nachbarhäuser aus. Von diesen aus wurden die hochaufsteigenden Flammen durch den sich entfachenden Feuersturm fortgerissen, entzündeten entfernter davon aufragende und mit Holzschindeln gedeckte Hausgiebel.
In der kurzen Zeit von einer Stunde hatte sich der Brand auf einer Strecke von ca. 850 Meter ausgebreitet und alle dort befindlichen brennbaren Teile der Wohnhäuser und Stallungen vernichtet. Nicht nur die Häuser wurden zerstört, sondern auch beinah alles darin befindliche bewegliche Eigentum der Bewohner. Das schon am Rande des Brandes für gerettet gehaltene Inventar einiger Häuser wurde von den herumfliegenden glühenden Feuerfunken erreicht und gleichfalls zerstört. Menschliche Hilfe war im Brandgebiet vergebens. Die Helfer mussten die Flammen unaufhaltsam vordringen sehen und sich darauf beschränken, das auf dem Berg gelegene Stadtzentrum von Eibenstock von der massiv drohenden Feuersgefahr abzuschirmen.
Drei Menschen verloren in den Flammen ihr Leben, und zwei Arbeiter wurden durch den Brand schwer verletzt. Zu den Opfern zählte ein Mann, der im betrunkenen Zustand am Gartenzaun seines Wohnhauses lag, als sich die Flammen mit hoher Geschwindigkeit diesem näherten und ihn umzingelten. Seine Familie, die ihn bei ihrer Flucht aus dem Haus nicht vermisst hatte, musste aus der Ferne zusehen, wie er bei lebendigem Leibe verbrannte.
Die Zählung ergab, dass durch den Stadtbrand 1856 in Eibenstock 115 Häuser exklusive aller nicht mitberechneten Neben- und Hintergebäude bis auf die Grundmauern vernichtet wurden. Etwa 400 Familien mit insgesamt etwa 2000 Personen verloren ihr Obdach, und es mussten diese in den übriggebliebenen 300 Häusern Eibenstocks, die ohnehin schon zahlreich mit Bewohnern besetzt waren, untergebracht werden.
Es war damals eine schwere Aufgabe, diese große Zahl vollständig beschäftigungs- und verdienstloser Menschen, denen all ihre Arbeitsgeräte verbrannt waren, zu versorgen. Dazu wurde sofort ein Komitee gebildet, das allerdings auf auswärtige Hilfe angewiesen war, die in den darauffolgenden Wochen, u. a. auch mit Hilfe der Leser der Gartenlaube, langsam einsetzte. Der Wiederaufbau gestaltete sich schwierig, zumal unmittelbar nach dem Stadtbrand dichter Neuschnee fiel und die Aufräumarbeiten behinderte.
Der Bayerische Landbote berichtete unter wörtlicher Übernahme eines Berichts des in Eibenstock erscheinenden Obererzgebirgischen Wochenblatts vom Tag nach dem Brand:
Ein namenloses Unglück hat der gewaltige Herr der Elemente über unsere Stadt verhängt; ein Elend, dessen Folgen noch gar nicht berechnet werden können. Gestern Mittag 11 ¾ Uhr nämlich brach auf bis jetzt noch unermittelte Weise in dem Hintergebäude des Fuhrmanns Karl Flach im Rehmerviertel Feuer aus, das in der kürzesten Frist nicht nur die Nachbarhäuser ergriff und in Asche legte, sondern auch, weil der Sturm die Flammen schürte und nach allen Seiten Flugfeuer sandte, fast das ganze Bacherviertel in einen Schutt- und Trümmerhaufen verwandelte. Bis jetzt weiß man von 120 Häusern ohne die Hintergebäude. Trotz der angestrengtesten Hülfe, der möglichsten Thätigkeit und aller Umsicht in Leitung der Löschanstalten, und ungeachtet der in Masse herbeigeeilten Spritzen, war es wegen des bedeutenden Windes nicht möglich, Herr des Elements zu werden. Leider hat man auch ein Menschenleben zu beklagen. Da die Messe vor der Thür und alle Lager aufgespeichert waren, so sind die Verluste nicht zu berechnen.

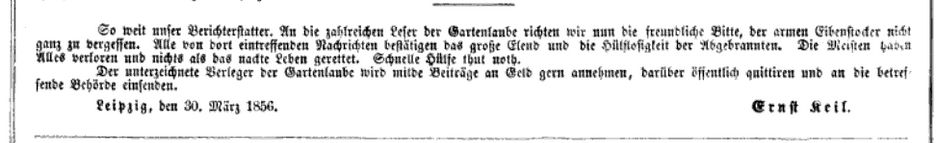
Aufruf zu Spenden für die Opfer des Brandes in der Zeitschrift Die Gartenlaube

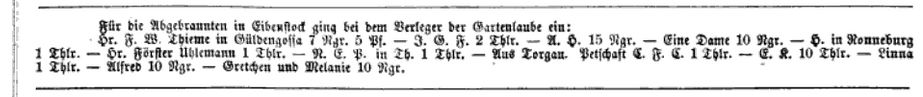
Bericht über erste Spenden in Die Gartenlaube

Die Magdeburger Feuerversicherungs-Gesellschaft war eine der Versicherungen, die die Schäden des Brandes zu regulieren hatten, wie sie in einem Zirkular noch im März 1856 im Bremer Handelsblatt bekanntgab. Die „verheeerende Feuersbrunst“ sei ausgegangen von einem Gehöft, das „ganz mit Holz verkleidet und mit Schindeln gedeckt“ gewesen sei. Ein „orkanähnlicher Südostwind“ habe den Brand in nur wenigen Stunden „über die ganzen Häuserreihen […] von Fachwerk und Holzverband unter Schindeldach“ ausgebreitet. Dieser Brand zeige, wie „Ortschaften, namentlich aber die Städtchen“ feuergefährlich seien, „in denen bei Holz- und Fachwerksbauart die Schindel und überhaupt die weiche Dachung noch vorherrschend“ sei.
Über den Brand berichteten zahlreiche Zeitungen in ganz Deutschland. So heißt es im Würzburger Stadt- und Landboten, das ganze Bach- und Rämerviertel sei niedergebrannt, „115 bis 122 Häuser, mit den Nebengebäuden gegen 200 Brandstellen (im Ganzen zählt Eibenstock 445 bewohnte Gebäude), und gegen 2000 Menschen sind obdachlos“. 400 Familien seien durch die Obdachlosigkeit betroffen. Eine Reihe von Zeitungen führten Sammlungen für die vom Brand geschädigten Einwohner durch.

## Wiederaufbau

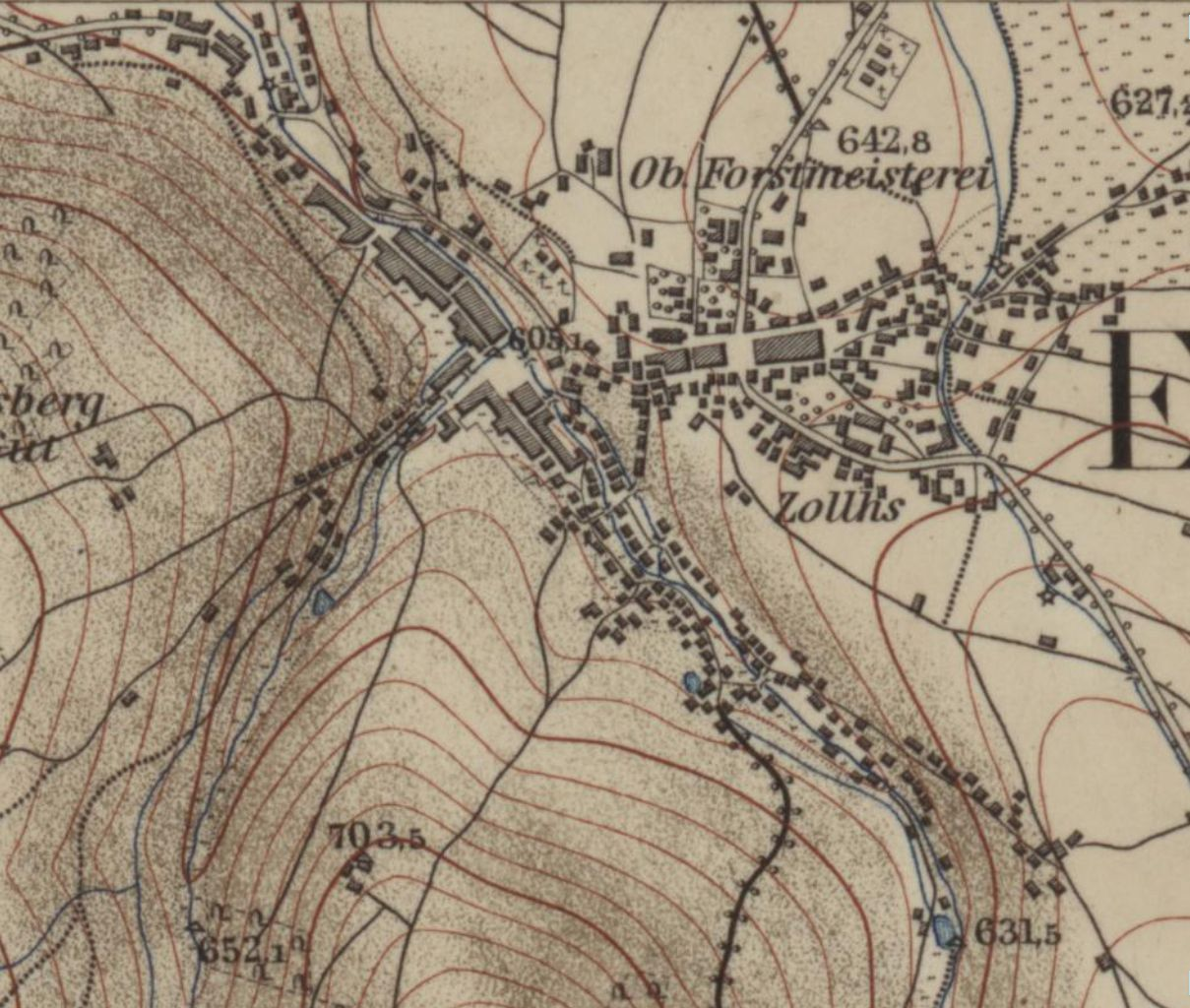
Das wiederaufgebaute Viertel entlang des Rähmerbachs in einer Landkarte von 1876

Das Bacher Viertel zeige, so Siegfried Sieber in Die Bergbaulandschaft von Schneeberg und Eibenstock, „einheitlich Baumerkmale der Zeit um 1860“, weil es durch den Brand fast völlig zerstört worden sei. Im Zuge der neuen Bebauung habe man den „großen Neumarkt“ von der Bebauung ausgespart. Im Bacher Viertel seien auch Rehmer- und Dönitzbach überdeckt worden. Beide vereinigen sich im Viertel zum Dorfbach.
Bruno Berlet berichtet in seinem Wegweiser durch das Sächsisch-Böhmische Erzgebirge im Jahr 1872, „von dem großen Brandunglück des Jahres 1856 hat sich die Stadt völlig erholt“.